# Lifehacker.com
Lifehacker este un weblog, numit și blog, întreținut și finanțat prin publicitate. Situl se ocupă de hack-uri ale vieții și de software care a fost lansat la 31 ianuarie 2005. Situl este deținut de Gawker Media și prezintă programe care rulează pe Microsoft Windows, Mac și Linux. Totodată acesta prezintă tehnici, strucuri și informații utile. Personalul sitului îl actualizează de circa 18 ori într-o zi de lucru, și nu așa des în timpul weekendurilor. Mottoul lui Lifehacker este "Informații și descărcări pentru a face lucrurile să meargă."
Pe lângă acest sit Lifehacker mai are două versiuni internaționale, Lifehacker Australia și Lifehacker Japan, care prezintă postări luate de la versiunea americană precum și postări specifice pentru vizitatorii locali.

## Writers
| Blogger                | Position         |
| ---------------------- | ---------------- |
| Adam Pash              | Lead Editor      |
| Kevin Purdy            | Associate Editor |
| Jason Fitzpatrick      | Weekend Editor   |
| "Asian Angel" "infmom" | Interns          |

## Premii sau titluri de merit
- Time a inclus Lifehacker in topul sau celebru "50 Coolest Web Sites" (Cele mai tari 50 situri)[3] in 2005. In topul "25 Sites We Can't Live Without" (25 de situri fara de care nu putem trai)[4] in 2006. In topul "25 Best Blogs 2009" (Cele mai bune 25 de bloguri ale anului 2009)[5]
- CNET a inclus Lifehacker in topul "Blog 100" in Octombrie 2005.[6]
- Wired a acordat Ginei Trapani (Prima editoare a sitului Lifehacker) premiul Rave Award in 2006 pentru cel mai bun Blog (Best Blog).[7]
- In 2007 Weblog Awards, Lifehacker a primit premiul Best Group Weblog (Cel mai bun grup Weblog).[8]
- PC Magazine a introdus Lifehacker in "Our Favorite 100 Blogs"( Cele 100 de bloguri placute de noi) in Octombrie 2007.[9]